# Phrurotimpus certus
Espèce
Phrurotimpus certus est une espèce d'araignées aranéomorphes de la famille des Phrurolithidae.

## Distribution
Cette espèce se rencontre aux États-Unis en Virginie, en Alabama et au Texas et au Canada en Alberta, au Saskatchewan, au Manitoba, en Ontario, au Nouveau-Brunswick et en Nouvelle-Écosse,.

## Description
Le mâle holotype mesure 2,30 mm.

## Publication originale
- Gertsch, 1941 : New American spiders of the family Clubionidae. I. American Museum novitates, no 1147, p. 1-20 (texte intégral).